# Chelodina longicollis
A tartaruga-pescoço-de-cobra (Chelodina longicollis) é uma espécie de cágado da família Chelidae que vive nas águas doces e paradas da Austrália. É conhecida por seu pescoço extremamente alongado que lhe rendeu o nome, e pelo odor que secreta quando ameaçada. É um animal carnívoro e sua alimentação constitui de insetos, crustáceos, moluscos, vermes, peixes e anfíbios.